# 프리드리히 폰 후에네

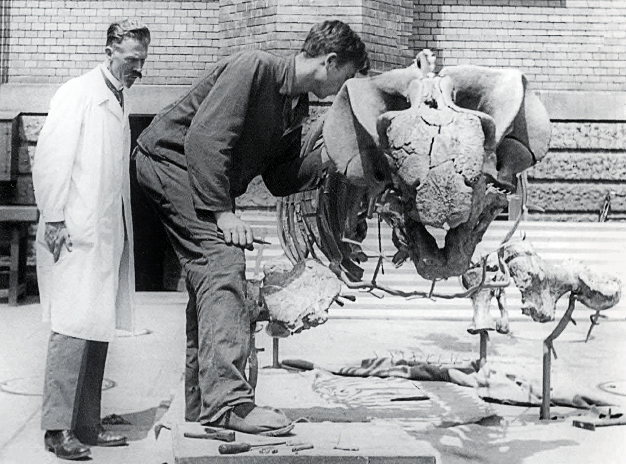

프리드리히 폰 후에네(독일어: Friedrich von Huene, 1875년 3월 22일 ~ 1969년 4월 4일)는 20세기 초에 유럽의 그 누구보다 공룡의 학명을 많이 붙인 독일의 고생물학자이다.
후에네는 뷔르템베르크 왕국의 튀빙겐에서 태어났다. 그는 이류에 묻혀 죽은 35마리 이상의 플라테오사우루스 골격, 1910년 발견한 초기의 원시공룡 살토푸스, 1926년 발견한 프로토케라톱스, 1929년 발견한 아타록토사우루스, 그리고 셀 수없이 많은 다른 공룡들과 익룡 같은 동물들의 화석들을 발견했다. 또한 그는 원시용각류나 용각아목 같은 수많은 분류군들을 최초로 기술했다.

## 같이 보기
- 분류:프리드리히 폰 후에네가 명명한 분류군